# Municipio de Apulco
El municipio de Apulco es uno de los 58 municipios del estado mexicano de Zacatecas. Su cabecera es la localidad de Apulco.

## Toponimia
Existen varias interpretaciones acerca del origen de nombre «Apulco». Todas ellas coinciden en que la raíz proviene del vocablo que significa «agua».  El Diccionario Náhuatl señala la grafía normalizada Apoctli, que se traduce como «neblina», «vapor de agua», o «vaho [sic] que sale del agua».

## Geografía
El municipio de Apulco se encuentra al sur del estado de Zacatecas. Tiene una extensión de 203 km².
Limita al oeste con el municipio de Nochistlán de Mejía; al este con el municipio de Teocaltiche, y al suroeste con el municipio de Mexticacán, estos dos últimos en el estado de Jalisco.
Apulco, cabecera del municipio, se encuentra en la ubicación 21°23′16″N 102°40′55″O / 21.38778, -102.68194, a una altura aproximada de 1800 m s. n. m.
Según la clasificación climática de Köppen el clima de Apulco corresponde a la categoría Csa, (mediterráneo típico con verano cálido).

## Demografía
La población total del municipio de Apulco es de 4942 habitantes, lo que representa un decrecimiento promedio de -0.13% anual en el período 2010-2020 sobre la base de los 5005 habitantes registrados en el censo anterior. Al año 2020 la densidad del municipio era de 24,41 hab/km².
| Gráfica de evolución demográfica de Municipio de Apulco entre 2000 y 2020 |
|                                                                           |
| Fuente: Instituto Nacional de Estadística Geografía e Informática         |

En el año 2010 estaba clasificado como un municipio de grado bajo de vulnerabilidad social, con el 13.43% de su población en estado de pobreza extrema.
La población del municipio está mayoritariamente alfabetizada (7.49% de personas analfabetas al año 2010), con un grado de escolarización algo superior a los 6 años.
El 88.17% de la población profesa la religión católica. El 7.73% adhiere a las iglesias Protestantes, Evangélicas y Bíblicas.

### Localidades
Según el censo de 2010, la población del municipio se distribuía entre 34 localidades, de las cuales 32 eran pequeños núcleos de menos de 500 habitantes.
Las localidades con mayor número de habitantes y su evolución poblacional son:
| Localidad                   | Población 2010 | Población 2020 |
| Total Municipio             | 4942           | 4942           |
| Apulco (Cabecera municipal) | 1526           | 1619           |
| Tenayuca                    | 1901           | 1866           |

## Economía
Según los datos relevados en 2010, 607 personas desarrollaban su actividad en el sector primario (agricultura, ganadería, aprovechamiento forestal, pesca y caza). En segundo lugar, 127 personas trabajaban en la industria de la construcción. Estos sectores concentraban más de la mitad de la población económicamente activa del municipio, que ese año era de 1282 personas.
Según el número de unidades activas relevadas en 2019, los sectores más dinámicos son el comercio minorista, la prestación de servicios de alojamiento temporal y de preparación de alimentos y bebidas, y en menor medida la prestación de servicios generales no gubernamentales.

## Educación y salud
En 2010 el municipio contaba con escuelas preescolares, primarias, secundarias y dos escuelas de educación media (bachilleratos). Contaba con 2 unidades destinadas a la atención de la salud, con un total de 5 personas como personal médico.

El 30.2% de la población, (1547 personas), no había completado la educación básica, carencia social conocida como rezago educativo. El 21.2%, (1087 personas), carecía de acceso a servicios de salud.